# Marsh One-Day Cup 2024/25
Der Marsh One-Day Cup 2024/25 war die 56. Austragung der nationalen List A Cricket-Meisterschaft in Australien. Der Wettbewerb wurde zwischen dem 22. September 2024 und 1. März 2025 zwischen sechs australischen First-Class-Vertretungen der Bundesstaaten ausgetragen. Im Finale konnte sich South Australia mit 64 Runs gegen Victoria durchsetzen.

## Format
Die sechs Mannschaften spielten in einer Gruppe einmal gegen jede andere Mannschaft. Für einen Sieg gab es vier Punkte, für ein Unentschieden oder No Result einen und für eine Niederlage keinen Punkt. Ein Bonuspunkt wurde vergeben, wenn bei einem Sinn die eigene Runzahl die des Gegners um das 1,25-fache überstieg, ein weiterer, wenn sie sogar mehr als das Doppelte des Gegners betrug. Des Weiteren war es möglich, dass Mannschaften Punkte abgezogen bekommen, wenn sie beispielsweise zu langsam spielten. Der Gruppenerste und Gruppenzweite bestritten das Finale.

## Resultate

### Gruppenphase
Tabelle
| Teams             | Sp. | S | N | U | R | NR | BP | Ded | Punkte | NRR    |
| ----------------- | --- | - | - | - | - | -- | -- | --- | ------ | ------ |
| South Australia   | 7   | 4 | 2 | 0 | 0 | 1  | 3  | 0   | 21     | +0.250 |
| Victoria          | 7   | 4 | 3 | 0 | 0 | 0  | 2  | 0   | 18     | −0.162 |
| New South Wales   | 7   | 3 | 3 | 0 | 0 | 1  | 2  | 0   | 16     | +0.099 |
| Queensland        | 7   | 3 | 3 | 0 | 0 | 1  | 1  | 0   | 15     | +0.244 |
| Tasmanien         | 7   | 3 | 3 | 0 | 0 | 1  | 1  | 0   | 15     | +0.134 |
| Western Australia | 7   | 2 | 5 | 0 | 0 | 0  | 1  | 0   | 9      | −0.481 |

Spiele
| 22. September Scorecard | Sydney | New South Wales 287-9 (50)         | – | Western Australia 279 (48.5) |
|                         |        | New South Wales gewinnt mit 8 Runs |   |                              |

| 23. September Scorecard | Melbourne | Tasmanien 126 (30.1)           | – | Victoria 128-6 (26.5) |
|                         |           | Victoria gewinnt mit 4 Wickets |   |                       |

| 24. September Scorecard | Sydney | South Australia 166 (37.5)         | – | Western Australia 164 (37.4) |
|                         |        | South Australia gewinnt mit 2 Runs |   |                              |

| 25. September Scorecard | Melbourne | Queensland 128-5 (16) | – | Tasmanien |
|                         |           | No Result             |   |           |

| 26. September Scorecard | Sydney | New South Wales | – | Western Australia |
|                         |        | Spiel abgesagt  |   |                   |

| 27. September Scorecard | Melbourne | Victoria 240-7 (50)         | – | Queensland 234 (49.5) |
|                         |           | Victoria gewinnt mit 6 Runs |   |                       |

| 13. Oktober Scorecard | Perth | Queensland 300 (49.3)                   | – | Western Australia 301-6 (49) |
|                       |       | Western Australia gewinnt mit 4 Wickets |   |                              |

| 25. Oktober Scorecard | Melbourne | New South Wales 336-8 (45/45)                     | – | Victoria 196 (34.2/45) |
|                       |           | New South Wales gewinnt mit 140 Runs (D/L method) |   |                        |

| 25. Oktober Scorecard | Brisbane | South Australia 218 (47)         | – | Queensland 223-1 (32.3) |
|                       |          | Queensland gewinnt mit 9 Wickets |   |                         |

| 25. Oktober Scorecard | Perth | Western Australia 53 (20.1)     | – | Tasmanien 55-3 (8.3) |
|                       |       | Tasmanien gewinnt mit 7 Wickets |   |                      |

| 6. November Scorecard | Adelaide | Victoria 286-7 (50)                   | – | South Australia 289-1 (37.4) |
|                       |          | South Australia gewinnt mit 9 Wickets |   |                              |

| 12. November Scorecard | Adelaide | New South Wales 197 (45.2)            | – | South Australia 198-4 (38.4) |
|                        |          | South Australia gewinnt mit 6 Wickets |   |                              |

| 13. November Scorecard | Melbourne | Victoria 132-6 (23/23)                    | – | Western Australia 108 (22.4/23) |
|                        |           | Victoria gewinnt mit 15 Runs (D/L method) |   |                                 |

| 3. Dezember Scorecard | Hobart | Queensland 319-6 (46.3/46.3)                | – | Tasmanien 281 (44.2/46) |
|                       |        | Queensland gewinnt mit 56 Runs (D/L method) |   |                         |

| 5. Februar Scorecard | Launceston | Tasmanien 205 (47.1)                  | – | New South Wales 209-3 (38.3) |
|                      |            | New South Wales gewinnt mit 7 Wickets |   |                              |

| 13. Februar Scorecard | Brisbane | Queensland 310-9 (45)                       | – | New South Wales 256 (42.2) |
|                       |          | Queensland gewinnt mit 54 Runs (D/L method) |   |                            |

| 13. Februar Scorecard | Perth | South Australia 208-9 (50)          | – | Western Australia 164 (38.5) |
|                       |       | South Australia gewinnt mit 44 Runs |   |                              |

| 13. Februar Scorecard | Hobart | Victoria 266-9 (50)             | – | Tasmanien 270-5 (40.3) |
|                       |        | Tasmanien gewinnt mit 5 Wickets |   |                        |

| 23. Februar Scorecard | Sydney | New South Wales 310 (49.5)     | – | Victoria 311-2 (37.4) |
|                       |        | Victoria gewinnt mit 8 Wickets |   |                       |

| 23. Februar Scorecard | Adelaide | South Australia 329-9 (50)      | – | Tasmanien 330-8 (49) |
|                       |          | Tasmanien gewinnt mit 2 Wickets |   |                      |

| 23. Februar Scorecard | Brisbane | Queensland 131 (29.2)                   | – | Western Australia 132-4 (26) |
|                       |          | Western Australia gewinnt mit 6 Wickets |   |                              |

### Finale
| 1. März Scorecard | Adelaide | South Australia 268-7 (50)          | – | Victoria 204 (43.3) |
|                   |          | South Australia gewinnt mit 64 Runs |   |                     |